# Alain Denis
Scènes principales
Orchestre de Paris 
Orchestre de chambre Jean-François Paillard 
Octuor à vent Maurice Bourgue
Alain Denis est un hautboïste français des XXe et XXIe siècles.

## Biographie
Alain Denis est hautbois solo à l'Orchestre de Paris dès sa fondation en 1967 par Charles Munch puis, au départ de Jean-Claude Malgoire en 1974, est nommé sur le poste de cor anglais solo, occupé depuis 2002 par Gildas Prado.
Il joue également le hautbois dans l'Orchestre de chambre Jean-François Paillard et dans l'Octuor à vent Maurice Bourgue aux côtés des autres solistes de l'Orchestre de Paris, Maurice Bourgue (hautbois), Jacques Royer (flûte), Claude Desurmont (clarinette), Pierre Boulanger (clarinette), Michel Garcin-Marrou (cor), Robert Tassin (cor), Amaury Wallez (basson) et Yves d'Hau (basson),.

## Esthétique
Alain Denis est renommé pour la « pure beauté du son » de son cor anglais, sa « sonorité de rêve, [son] phrasé de toute beauté, [un] legato jamais retrouvé à ce degré-là » chez César Franck notamment (Symphonie en ré mineur) comme pour « la profonde nostalgie » de son interprétation du Largo de la Symphonie du Nouveau Monde d'Antonín Dvořák.

## Discographie
- Vincent d'Indy : Chanson et danses op. 50, Octuor à vent Maurice Bourgue Calliope, 1975[8],[12]
- Wolfgang Amadeus Mozart : Les Deux Sérénades pour octuor à vent KV 375 et KV 388, Ensemble à vent Maurice Bourgue, Le Chant du monde, LDX 78 601, 1976[8],[13]
- César Franck : Symphonie en ré mineur, Orchestre de Paris, Daniel Barenboim (direction), Deutsche Grammophon, 1976[1],[14]
- Georg Friedrich Haendel : Water Music, Orchestre de chambre Jean-François Paillard, Erato ERA9181, 1979[15],[16]
- Richard Wagner : Tristan et Isolde, Orchestre de Paris, Daniel Barenboim (direction), Deutsche Grammophon, 1983[17],[18]